# Cantó d'Autun-Sud
El cantó d'Autun-Sud és un cantó francès del departament de Saona i Loira, situat al districte d'Autun. Té 3 municipis i part del d'Autun.

## Municipis
- Antully
- Autun (part)
- Auxy
- Curgy

## Història
| Data d'elecció                           | Identitat       | Partit          | Qualitat |
| ---------------------------------------- | --------------- | --------------- | -------- |
| 1973-1988                                | Marcel Lucotte  | RI, després UDF |          |
| 1988-1994                                | Patrick Lucotte | UDF             |          |
| 1994-                                    | Rémy Rebeyrotte | Divers gauche   |          |
| les dades anteriors no són pas conegudes |                 |                 |          |
|                                          |                 |                 |          |